# جیمز کوک‌شوت
جیمز کوک‌شوت (انگلیسی: James Cockshutt؛ ۱۸۷۲ – ۱۳ آوریل ۱۹۳۸) بازیکن فوتبال بود.
از باشگاه‌هایی که در آن بازی کرده‌است می‌توان به باشگاه فوتبال گریمزبی تاون و باشگاه فوتبال ردینگ اشاره کرد.